# Paracolax
Paracolax is een geslacht van nachtvlinders uit de familie spinneruilen (Erebidae).

## Soorten
- Paracolax tristalis (gele snuituil) (Fabricius, 1794)